# Личотерска река
Личотерската река (на гръцки: Γάργαρο Ρέμα, Гаргаро Рема, до 1969 година Λιτσιτέρι) е река в Егейска Македония, Гърция, десен приток на река Бистрица (Алакмонас).

## Описание
Реката извира в планината Горуша (Войо) източно под връх Балиос и западно от село Ново Котелци (Неа Котили). Тече в северна посока и минава покрай изоставеното село Личотер, чието име носи. Излиза от планината и се влива в Бистрица (в района наричана Белица) като десен приток.